# Alain Koffi
Alain Koffi, né le 23 novembre 1983 à Abidjan en Côte d'Ivoire, est un joueur français de basket-ball évoluant aux postes d'ailier fort et de pivot.

## Biographie
Né en Côte d'Ivoire, il rejoint la région parisienne, à Évry, à l'âge de 10 ans. En 1999, il rejoint l’équipe Cadet du Mans dirigée par Philippe Desnos. Sous sa direction, et sous l'œil de Vincent Collet, entraîneur de l'équipe première, il fait fructifier par son travail son seul potentiel initial, sa taille. Cet intérieur de 2,04 m profite d'une politique du club de favoriser le développement les jeunes du club pour débuter en Pro A lors la saison 2002-2003. En 2004, il remporte un premier titre avec son club en remportant la coupe de France, face au club de Pau-Orthez sur le score de 83 à 80.
Sa progression lui permet d'être sélectionné pour le All-Star Game LNB 2004, rencontre où il marque 5 points et capte 3 rebonds en 10 minutes. Ses bonnes prestations tant en championnat qu'en compétition européenne le font connaître et le Dynamo Moscou, adversaire du Mans en Coupe ULEB lors de la saison 2005-2006, lui propose alors un contrat de trois ans très bien rémunéré. Le club russe propose également une indemnité de transfert pour le MSB et un joueur, en échange, le Finlandais Hanno MÖTTÖLÄ. Celui-ci ne sera finalement pas signé et Koffi reste au Mans pour y remporter un titre de Champion de France aux dépens du SLUC Nancy. Ce titre est le deuxième obtenu lors de cette saison après la Semaine des As 2006 remportée aux dépens de Bourg-en-Bresse sur le score de 78 à 60.
À l'inter-saison, il participe à la ligue d'été des Nuggets de Denver. Il se blesse alors au scaphoïde gauche, blessure qui le prive du début de saison 2006-2007.
Doté d'une grande envergure (mesurée à 2,22 m) et évoluant avec grande activité, il est devenu un défenseur redouté. Ses progrès, sur la lecture du jeu et le tir, son travail acharné et la possibilité de se frotter aux meilleurs intérieurs d'Europe en Euroligue lui laissent alors  l'espoir de pouvoir intégrer la National Basketball Association (NBA). Il dispute les trois saisons suivantes la compétition majeure en Europe, l'Euroligue. Toutefois, lors de ces trois saisons, le club ne parvient pas à franchir le premier tour de la compétition. Lors de la saison 2008-2009, le club remporte une nouvelle semaine des As, puis en fin de saison la coupe de France. En championnat, le club de la Sarthe échoue en demi-finale face à Orléans lors de la manche décisive. Alain Koffi est désigné meilleur joueur (MVP) français, classement où il devance les joueurs de l'ASVEL Lyon-Villeurbanne Amara Sy et Ali Traore.
À l'issue de cette saison, il rejoint la Liga ACB pour évoluer avec le club de la Joventut Badalona. Toutefois, le jeu de cette équipe, basé sur les ailiers et le jeu extérieur ne lui permet pas de briller. Il présente des statistiques de 5,4 points, 4 rebonds et une évaluation de 7,4 en 18 minutes.
Après cette expérience d'une saison en Espagne, il signe avec son ancien club du Mans. Il s'engage pour la saison 2014-2015 avec le club normand du Rouen Métropole Basket tout juste promu en Pro A à la faveur d'une wild card.
En juin 2015, il signe avec le RMB un contrat pour 3 saisons supplémentaires.
Le 28 juillet 2016, il signe un contrat de deux ans à l'Élan béarnais Pau-Lacq-Orthez.
En août 2020, Alain Koffi rejoint le Mans avec un contrat de deux mois pour pallier l'absence sur blessure de Williams Narace. En octobre, le contrat de Koffi est prolongé jusqu'à la fin de la saison.

## Équipe de France
Alain Koffi débute en équipe de France lors de l'année 2004 face à la Belgique. Il dispute quatre rencontres, pour un total de 12 points. Toutefois, blessé par une fracture du scaphoïde, il ne peut poursuivre et ne participe pas aux qualifications pour le championnat d'Europe 2005.
Les années suivantes, Tariq Kirksay lui est préféré en tant que naturalisé.
En 2009, il retrouve l'équipe de France, désormais dirigée par Vincent Collet, son ancien entraîneur du Mans. Il dispute les 19 rencontres, participant ainsi à l'obtention de la qualification pour le championnat d'Europe, puis à cet EuroBasket 2009 disputé en Pologne. Sur cette dernière compétition, ses statistiques sont de 3,2 points et 3,3 rebonds en 15,1 minutes. La France termine la compétition en obtenant une cinquième place, place synonyme de qualification pour le championnat du monde 2010 et de qualification directe pour le championnat d'Europe 2011.
Le 15 octobre 2017, il intègre l'équipe de France de basket en même temps que Élie Okobo, Amine Noua et Lahaou Konaté.

## Clubs successifs
- 2002-2009 :  Le Mans SB (Pro A)
- 2009-2010 :  Joventut Badalone (Liga ACB)
- 2010-2014 :  Le Mans SB (Pro A)
- 2014-2016 :  SPO Rouen/Rouen MB (Pro A)
- 2016-2018 :  Élan béarnais Pau-Lacq-Orthez (Pro A)
- 2018-2020 :  BCM Gravelines-Dunkerque (Jeep Élite)
- 2020-2021 :  Le Mans SB (Jeep Élite)
- 2021-2022 :  JALT Le Mans (NM2)

## Palmarès

### Club
- Champion de France : 2006
- Coupe de France : 2004, 2009
- Semaine des As : 2006, 2009, 2014

### Sélection nationale
- International français en 2004

### Distinctions personnelles
- 5 participations au All-Star Game LNB
- Élu MVP français de la saison régulière Pro A 2008 - 2009[10].